# 23 Armia (ZSRR)
23 Armia (ros. 23-я армия) – związek operacyjny Armii Czerwonej z okresu II wojny światowej.

## Historia
Sformowana w maju 1941 w Leningradzkim Okręgu Wojskowym. 24 czerwca została włączona w skład Frontu Północnego i do końca lipca broniła granicy z Finlandią na północ i północny wschód od Wyborga, od 31 lipca toczyła walki obronne na Przesmyku Karelskim (od 23 sierpnia w składzie Frontu Leningradzkiego. Od września 1941 do czerwca 1944, w oparciu o Karelski Rejon Umocniony, broniła dostępu do Leningradu od północnego zachodu. W czerwcu 1944 uczestniczyła w operacji wyborgskiej. Po przerwaniu działań bojowych z Finlandią do końca wojny stacjonowała przy granicy na Przesmyku Karelskim.

## Dowódcy armii
- gen. por. Piotr Pszennikow[2] (25.05.1941 – 06.08.1941),
- gen. por. Michaił Gierasimow[3] (sierpień – wrzesień 1941),
- gen. por. Aleksandr Czerepanow (wrzesień 1941 – lipiec 1944),
- gen. por. Wasilij Szwiecow (lipiec 1944 – maj 1945)[4]

## Skład armii
w dniu agresji III Rzeszy na ZSRR:
- 19 Korpus Strzelecki – gen. por. Michaił Gierasimow
- 50 Korpus Strzelecki – gen. mjr Władimir Szczerbakow
- 1 Korpus Zmechanizowany – gen. por. Prokofij Romanienko
- 10 Korpus Zmechanizowany – gen. mjr Iwan Łazariew